# Македонский референдум по автономии (2004)
Референдум по автономии в Республике Македонии прошёл 7 ноября 2004 года. Избиратели должны были высказать своё отношение к отмене планов муниципальной перепланировки, которая давала бо́льшую автономию албанцам, проживающим в Македонии. Данная перепланировка муниципальных единиц Македонии стала результатом Охридского соглашения, завершившего межэтнический конфликт 2001 года между албанским меньшинством и македонскими правительственными силами. Перепланировка обеспечивала увеличение автономии албанцам в районах, где они составляли большинство, а именно они получали бо́льший контроль в областях образования, здравоохранения и развития Кроме этого, количество муниципалитетов уменьшалось со 123 до 84..
Хотя подавляющее большинство проголосовало за отмену перекройки муниципальных районов страны, явка составила лишь 27% при необходимых 50%. Таким образом, результаты референдума оказались юридически недействительны.

## Вопрос
На референдум был вынесен вопрос:

 
Вы за территориальную организацию местного самоуправления (муниципалитеты и город Скопье), как это определено Законом о территориальном делении Республики Македония и определении территорий единиц местного самоуправления (Официальный вестник Республики Македония № 49/1996) и Законом о городе Скопье (Официальный вестник Республики Македония № 49/1996)?
Оригинальный текст (макед.)Дали сте за територијалната организација на локалната самоуправа (општините и Градот Скопје) утврдена со Законот за територијалната поделба на Република Македонија и определување на подрачјата на единиците на локалната самоуправа (“Службен весник на Република Македонија” бр.49/96) и Законот за градот Скопје (“Службен весник на Република Македонија” бр.49/96)?

## Результаты
| Выбор                               | Голоса    | %     |
| ----------------------------------- | --------- | ----- |
| За                                  | 427 112   | 95,06 |
| Против                              | 22 212    | 4,94  |
| Недействительные/пустые бюллетени   | 5 023     | –     |
| Всего                               | 454 347   | 100   |
| Зарегистрированных избирателей/Явка | 1 709 536 | 26,58 |
| Источник: IFES                      |           |       |